# خانه خانم همدم صبحانی
خانه خانم همدم صبحانی در شهرستان فومن، شهرک تاریخی ماسوله واقع شده و این اثر در تاریخ ۲۵ اسفند ۱۳۸۰ با شمارهٔ ثبت ۵۲۸۳ به‌عنوان یکی از آثار ملی ایران به ثبت رسیده است.